# 护士日记
《护士日记》是江南电影制片厂摄制的剧情片，由陶金执导，王丹凤、汤化达主演，于1957年上映。

## 概述
该片根据艾明之的长篇小说《浮沉》改编，讲述了从护士学校毕业的女青年简素华支援边疆，经过生活的磨练和爱情波折成为优秀的医护人才。
王丹凤在影片中创造了一个与以前角色迥异的银幕人物形象。她还亲自演唱了影片中的插曲《小燕子》。此外电影中的《时代的列车隆隆地响》、《红灯下结成亲密的友情》等插曲也很著名。

## 演员

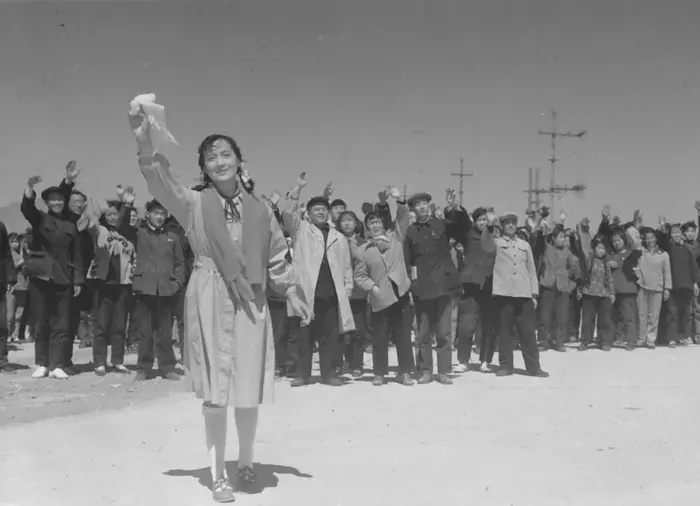
电影主演王丹凤

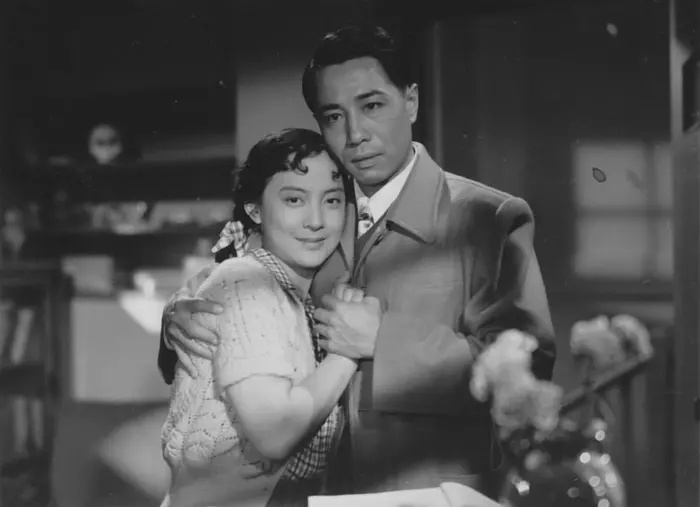
护士日记男女主角王丹凤与汤化达

| 演员   | 剧中人物 |
| ------ | -------- |
| 王丹凤 | 简素华   |
| 汤化达 | 高昌平   |
| 李纬   | 沈浩如   |
| 蒋天流 | 顾惠英   |
| 傅伯棠 | 英家彬   |
| 黄婉苏 | 唐小芳   |
| 林彬   | 校长     |
| 路珊   | 简母     |
| 高笑鸥 | 钱焕章   |
| 江山   | 洪老寿   |
| 赵磊   | 陆豪     |
| 张莺   | 马菲霞   |
| 苏绘   | 老医生   |
| 茂路   | 张阿六   |
| 罗启圻 | 青年     |
| 方可可 | 小路     |

## 插曲
- 《时代的列车隆隆地响》
- 《小燕子》 作词：王路、王云阶 作曲：王云阶 演唱：王丹凤
- 《红灯下结成亲密的友情》